# Rota do Românico

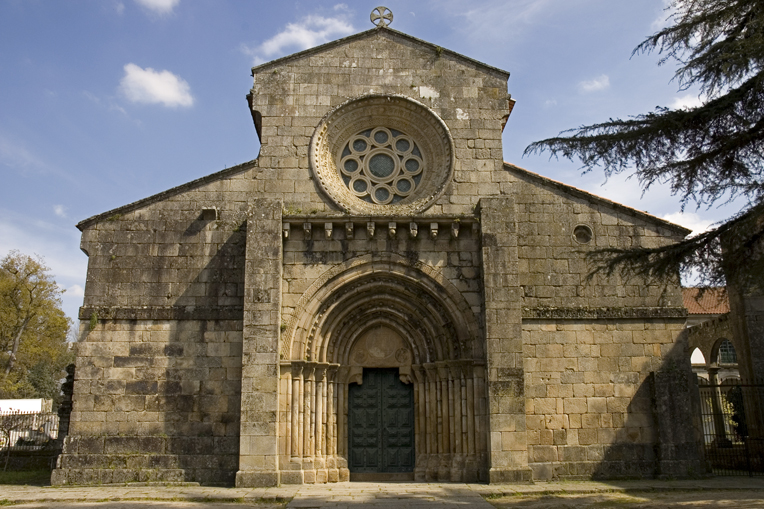
Mosteiro do Salvador de Paço de Sousa, um dos 58 monumentos inseridos na rota.

A Rota do Românico é uma rota turístico-cultural, composta por 58 monumentos de estilo românico na região do Tâmega e Sousa, em Portugal.
A Rota do Românico surgiu a partir da necessidade de aproveitar o potencial de qualificação cultural e turística e desenvolver de forma sustentável a região. Foi criada graças ao Plano de Desenvolvimento Integrado do Vale do Sousa, em colaboração com o Instituto Português do Património Arquitectónico (IPPAR) e a Direcção-Geral dos Edifícios e Monumentos Nacionais (DGEMN). Nesta altura, a 19 monumentos inicialmente identificados juntam-se mais dois e contratualizam-se os direitos e deveres de todas as entidades envolvidas, bem como o conjunto base de acções necessárias para a sua dinamização.
Graças à criação desta rota turística, os monumentos a ela pertencentes foram alvo de várias obras de restauro e de conservação.
Em Março de 2010, deu-se o alargamento da Rota do Românico a todos os municípios da sub-região do Tâmega, passando de seis para doze membros. Aos concelhos pertencentes à Associação de Municípios do Vale do Sousa, juntaram-se os concelhos de Amarante, Baião, Celorico de Basto, Marco de Canaveses, da Associação de Municípios do Baixo Tâmega, e ainda Cinfães e Resende.
A Rota do Românico recebeu, também, inúmeros prémios a nível nacional e internacional.

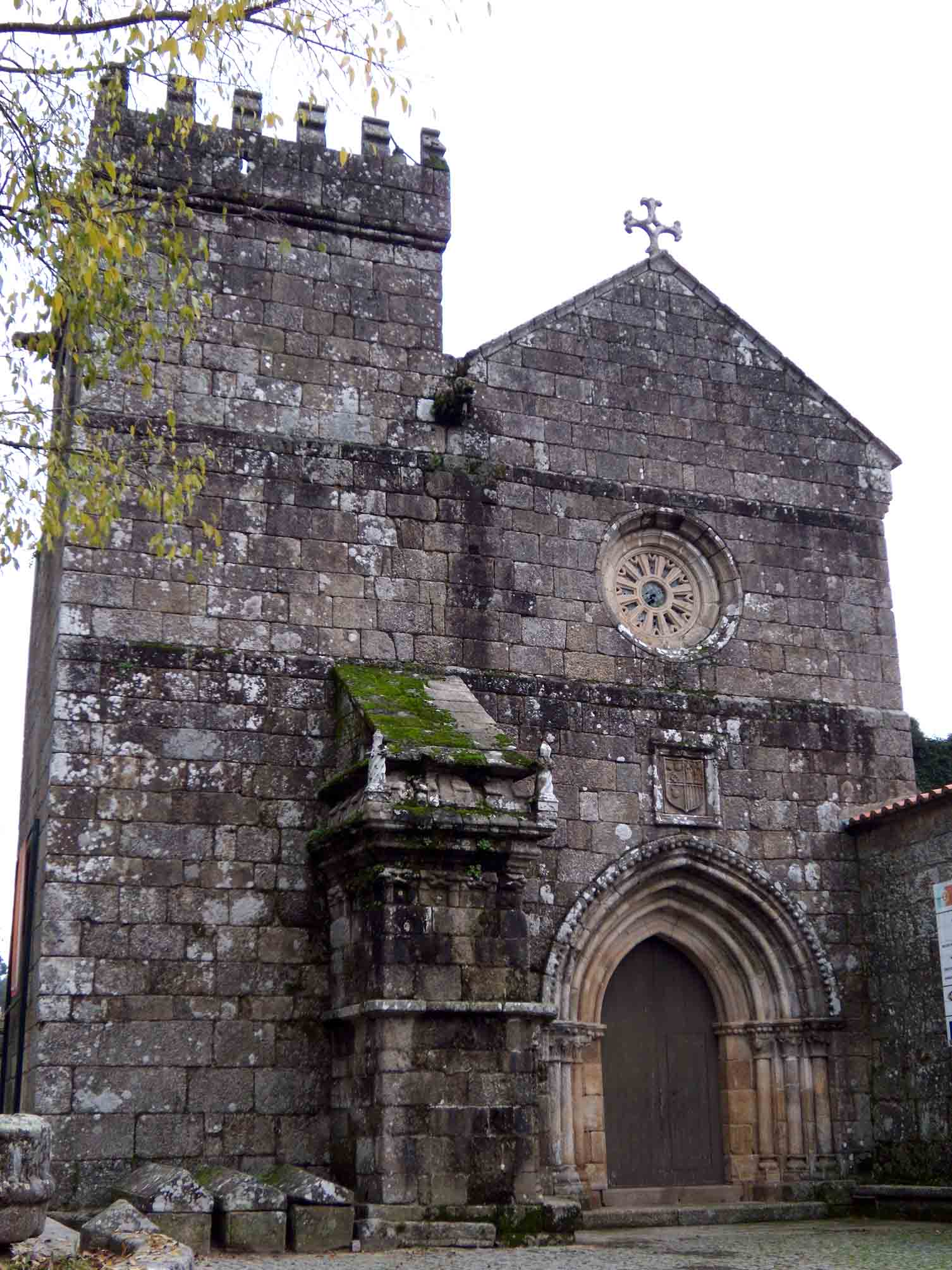
Igreja Românica de Cete, um dos 58 monumentos inseridos na rota.

## Monumentos

### Felgueiras
- Mosteiro de Pombeiro, Pombeiro de Ribavizela
- Igreja de São Vicente de Sousa
- Igreja do Salvador de Unhão
- Igreja de Santa Maria de Airães
- Igreja de São Mamede de Vila Verde

### Lousada
- Ponte da Veiga
- Torre de Vilar
- Igreja do Salvador de Aveleda
- Ponte de Vilela
- Igreja de Santa Maria (Meinedo)
- Ponte de Espindo

### Paços de Ferreira
- Igreja de São Pedro de Ferreira

### Paredes
- Torre dos Alcoforados (Torre de Lordelo, Torre Alta, Torre dos Mouros)
- Capela da Senhora da Piedade da Quintã
- Igreja de São Pedro de Cete
- Torre do Castelo de Aguiar de Sousa
- Ermida da Nossa Senhora do Vale

### Penafiel
- Mosteiro de Paço de Sousa
- Memorial da Ermida
- Igreja Matriz de Abragão
- Igreja de São Gens de Boelhe
- Igreja do Salvador de Cabeça Santa
- Igreja de São Miguel de Entre-os-Rios

### Castelo de Paiva
- Marmoiral de Sobrado

### Cinfães
- Igreja de Nossa Senhora da Natividade de Escamarão
- Igreja de Santa Maria Maior de Tarouquela, Tarouquela
- Igreja de São Cristóvão de Nogueira

### Resende
- Ponte da Panchorra, Panchorra
- Mosteiro de Santa Maria de Cárquere, Cárquere
- Igreja de São Martinho de Mouros, São Martinho de Mouros
- Igreja de Santa Maria de Barrô, Barrô

### Baião
- Igreja de São Tiago de Valadares
- Ponte de Esmoriz
- Mosteiro de Santo André de Ancede

### Marco de Canaveses
- Capela da Senhora da Livração de Fandinhães
- Memorial de Alpendorada
- Mosteiro de Santa Maria de Vila Boa do Bispo
- Igreja de Santo André de Vila Boa de Quires
- Igreja de Santo Isidoro de Canaveses
- Igreja de Santa Maria de Sobretâmega
- Igreja de São Nicolau de Canaveses
- Igreja de São Martinho de Soalhães
- Igreja do Salvador de Tabuado
- Ponte do Arco, Folhada

### Amarante
- Igreja de Santa Maria de Jazente
- Ponte de Fundo de Rua
- Igreja de Santa Maria de Gondar
- Igreja do Salvador de Lufrei
- Igreja do Salvador de Real
- Mosteiro do Salvador de Travanca
- Mosteiro de São Martinho de Mancelos
- Mosteiro do Salvador de Freixo de Baixo
- Igreja de Santo André de Telões
- Igreja de São João Baptista de Gatão

### Celorico de Basto
- Castelo de Arnoia
- Igreja de Santa Maria de Veade
- Igreja do Salvador de Ribas
- Igreja do Salvador de Fervença

## Prémios
- Prémio Turismo de Portugal 2009, na categoria "Requalificação de Projecto Público", na BTL 2010 – Feira Internacional de Turismo
- Prémio no XXXV Troféu Internacional de Turismo, Hotelaria e Gastronomia, na Feira Internacional de Turismo - FITUR 2010
- Prémios Novo Norte – Boas Práticas de Desenvolvimento Regional, na categoria “Norte Civitas”
- Medalha de Mérito Turístico, atribuída pelo Governo Português